# Green Linnet
La Green Linnet o Green Linnet Records è un marchio indipendente di una casa discografica specializzata in musica celtica.
Il marchio Innisfree Records fu fondato da Lisa Null e Patrick Sky nel 1973 e la sede era presso la casa di Null a New Canaan in Connecticut. Nel 1975 l'etichetta ha cambiato nome in Innisfree/Green Linnet e a Null e Sky si unì Wendy Newton che nel 1976 trasferì l'azienda a Danbury, in Connecticut diventandone proprietaria unica nel 1978.
L'etichetta ha pubblicato CD di Altan, Capercaillie, The Tannahill Weavers e molti altri significativi musicisti del genere.
Un altro marchio chiamato Xenophile Record dal 1992 ha fatto cover di musica del Madagascar, Nigeria, Cuba ed altri Paesi. Tra gli artisti della Xenophile citiamo i cileni Inti-Illimani e le finlandesi Värttinä.
Nel 1997, invece, è nata Celtophile Record' che produceva compilation a prezzo di budget.
Dalla fondazione al 2006 la Green Linnet è una delle maggiori influenze di musica celtica, lanciando centinaia di album di cantanti e band irlandesi, scozzesi, bretoni, galiziani e irlando-americani.
Nel maggio 2006 la casa discografica è stata comprata dalla Digital Music Group, un aggregatore di musica scaricabile da internet.
I cataloghi della casa discografica sono disponibili sul sito della casa discografica stessa.